# Palaeoctopodidae
Palaeoctopodidae — семейство вымерших осьминогов, включает 2 рода. Известны с конца мелового периода. Это были активно плавающие хищные животные с хорошо развитым зрением. Ископаемые остатки Palaeoctopus pelagicus найдены в Мексике (Нуэво Леон), их возраст 93,5—89,3 миллионов лет.	

## Классификация
В род включают 2 вымерших рода:
- Keuppia
- Palaeoctopus

В род Keuppia входит 2 вида: Keuppia heperbolaris и Keuppia levante. А в род Palaeoctopus только 1 вид: Palaeoctopus newboldi.